# Jörg Wickram
Jörg Wickram (ur. ok. 1505 w Colmarze, zm. przed 1562 w Burkheim (Vogtsburg im Kaiserstuhl)) – niemiecki pisarz tworzący we wczesnej odmianie języka nowo-wysoko-niemieckiego.

## Dzieła
(Tytuły w unowocześnionej pisowni)
- Spiel von den zehn Altern, 1531
- Der treu Eckart 1532
- Das Narrengießen, 1537/1538
- Ritter Galmy, 1539
- Das Spiel von dem verlorenen Sohn, 1540
- Historie von Reinhart und Gabriotto, 1551
- Von der Trunkenheit, 1551
- Des jungen Knaben Spiegel, 1554
- Rollwagenbüchlein, 1555
- Von guten und bösen Nachbarn, 1556
- Die sieben Hauptlaster, 1556/57
- Goldtfaden, 1557

## Opracowania
- Erich Kleinschmidt: Jörg Wickram. In: Deutsche Dichter der frühen Neuzeit (1450-1600). Ihr Leben und Werk. Hrsg. v. Stefan Füssel. Berlin 1993. S. 494–511
- Georg Wickram: Sämtliche Werke, hrsg. von Hans-G. Roloff. 13 Bde. Berlin: de Gruyter, 1967-1973
- Ingeborg Spriewald: Jörg Wickram und Die Anfänge der Realistischen Prosaerzählung in Deutschland. Habilitation. Potsdam, 1971
- Wilhelm Scherer: Die Anfänge Des Deutschen Prosaromans und Jörg Wickram Von Colmar: Eine Kritik. Straßburg (u.a.) 1877. in: Quellen und Forschungen zur Sprach- und Culturgeschichte der germanischen Völker Nr. 21
- Achim Masser: Georg Wickram und der Beginn Des Bürgerlichen Romans. In: Thurnher, Eugen (Hrsg.): „Das Elsaß und Tirol an der Wende Vom Mittelalter Zur Neuzeit.” Innsbruck, 1994, S. 63–73. (= Schlern-Schriften; 295)